# حارة شنان (صنعاء)
شنان هي إحدى حارات حي سدس الروض بمدينة الروضة شمال العاصمة اليمنية "صنعاء"، بلغ تعداد سكانها 1946 نسمة حسب تعداد اليمن لعام 2004.